# Jean Charles Grenier
Jean Charles Marie Grenier (1808-1875) fue un naturalista, botánico, zoólogo, y profesor francés. Se poseen 498 registros de sus identificaciones y publicaciones de nuevas especies, la mayoría con Dominique Alexandre Godron.

## Obra
- Souvenirs botaniques des environs de Eaux-Bonnes, actas de la Société linnéenne de Bordeaux, t.9, 15 jun 1837

- Observations sur les genres Moenchia et Malachium, 1839, 8 pp.

- Thèse de géographie botanique du département du Doubs, 1844

- Fragment de voyage botanique dans les Alpes du Dauphiné (1848), discurso de recepción a la Academia de Besançon, 1849, 76 pp.

- Florula Massiliensis advena: Florule exotique des environs de Marseille, extraído de Memorias de la Société d’Émulation du département du Doubs, sesión del 13 de jun 1857, Besançon : Dodivers, 1857

- Flore de la chaine jurassique

- 1ª parte : Dicotylées - Dialypétales, Paris : F. Savy & Besançon : Dodivers, 1865 .

- Flore de France: ou Description des plantes qui croissent naturellement en France et en Corse, con Dominique Godron :

- Tomo 1 , Paris : J.-B. Baillière, 1848 
- Tomo 2 , Besançon : Sainte-Agathe aîne & Lyon : Charles Savy, 1850 
- Tomo 3, Paris : F. Savy, 1853 

## Honores

### Eponimia
Género
- (Caryophyllaceae) Greniera J.Gay[1]

Especies
- (Amaryllidaceae) Narcissus × grenieri K.Richt.[2]

- (Asteraceae) Carduus grenieri Sch.Bip. ex Nyman[3]

- (Poaceae) × Aegilotrichum grenieri (K.Richt.) E.G.Camus[4]
- La abreviatura «Gren.» se emplea para indicar a Jean Charles Grenier como autoridad en la descripción y clasificación científica de los vegetales.[5]